# Ратьково (Александровский район)
Ратьково — деревня в Александровском районе Владимирской области России, входит в состав Краснопламенского сельского поселения.

## География
Деревня расположена на берегу реки Дубна в 17 км на юго-запад от центра поселения посёлка Красное Пламя и в 30 км на северо-запад от города Александрова.

## История
В конце XIX — начале XX века деревня входила в состав Тирибровской волости Александровского уезда. В 1859 году в деревне числилось 22 дворов, в 1905 году — 25 дворов, в 1926 году — 49 дворов.
С 1929 года деревня являлась центром Ратьковского сельсовета Александровского района, с 1941 года — в составе Успено-Мухановского сельсовета Струнинского района, с 1965 года — в составе Александровского района, с 1969 года — в составе Искровского сельсовета, с 2005 года — в составе Краснопламенского сельского поселения.

## Население
| 1859 | 1905 | 1926 | 2002 | 2010 | 2021 |
| ---- | ---- | ---- | ---- | ---- | ---- |
| 174  | ↘162 | ↗203 | ↘59  | ↘52  | ↗92  |

## Археология
- Раннесредневековый Ратьковский могильник (VI—IX века) с «домиком мёртвых» позднего этапа дьяковской культуры[10][11]. Горшки из ямы № 5 имеют высокую степень сходства с сосудом из «домика мёртвых» с дьяковского Саввино-Сторожевского городища в среднем течении Москвы-реки[12] Выделяются останки женщины 20–35 лет, ребёнка 10 лет, двух мужчин — до 40 и около 50 лет[13]